# Binnenstad (Haarlem)
De Binnenstad is een buurt in de Haarlemse wijk Oude Stad in stadsdeel Haarlem-Centrum.
Het grootste gedeelte van de binnenstad is sinds de jaren 80 autoluw. Deze autoluwe straten zijn van origine in gebruik als winkelstraat. Dit zijn straten zoals de Grote Houtstraat, Kleine Houtstraat, Zijlstraat, Barteljorisstraat en de Gierstraat.
In de Binnenstad werd het autoluwe gebied met ingang van 1 juli 2019 verder uitgebreid met straten zoals de Kruisstraat, Smedestraat, Krocht, Nieuwe Groenmarkt, Nassaustraat, Ridderstraat en Jansstraat.
De buurt kent een aantal pleinen waarvan de meeste rondom de Grote of St.-Bavokerk; Grote Markt, Riviervismarkt, Klokhuisplein, Oude Groenmarkt, Nieuwe Groenmarkt en Verwulft.